# Nuno Melo (ator)
Nuno Jorge Lopes de Melo Cardoso (Castelo Branco, 8 de fevereiro de 1960 – Lisboa, 9 de junho de 2015) foi um ator português. Trabalhou sobretudo em Portugal e no Brasil.
Teve uma filha, nascida em 1987, e em 2010 casou com Isabel Nogueira, de quem se separou em 2013.
Morreu em 9 de junho de 2015, após uma luta contra um cancro no fígado, no Hospital CUF Infante Santo, em Lisboa. O ator sofria de hepatite C desde 2006.

## Percurso
Começou no Teatro de Animação de Setúbal, em 1981, e estreou-se na televisão com um pequeno papel na telenovela Vila Faia. Também participou na telenovela Chuva na Areia, onde desempenhou o personagem Caniço (ainda hoje presente na memória dos portugueses).
Em 1987, trabalhou com Herman José no programa Casino Royal.
Participou também na série Alentejo Sem Lei e no programa Crime na Pensão Estrelinha.
Em 1991, participou no filme A Divina Comédia, de Manoel de Oliveira. No ano seguinte, participou no filme O Dia do Desespero, do mesmo realizador.
Para a TV Manchete, fez a série luso-brasileira Cupido Electrónico, com Tônia Carrero.
Em 1995, na série de humor de grande sucesso, Camilo & Filho Lda., interpretou Alberto, um homem de 40 anos, que vivia com o seu pai, ambos eram sucateiros e viviam numa casa em mau estado. Curiosamente, os dois protagonistas detestavam-se.
Em 1996 e 1997 entra no programa de anedotas Malucos do Riso. O ator já revelou que não gostou de participar neste projeto.
Em 1999, entra na série de humor Clube dos Campeões, onde interpretou Deolindo Durão um mecânico antipático, que era constantemente bombardeado na sua oficina com bolas de um clube de futebol que treinava muito perto daquele local. Quando isso acontecia gritava Pés de chumbo.
Em 2004 e 2005 trabalhou na telenovela brasileira Senhora do Destino da TV Globo onde desempenhou o papel de um motorista. O seu papel agradou o público brasileiro, (consta-se que após esse projeto foi abordado para integrar outros projetos naquela emissora).
Em 2006 e 2007 trabalhou na telenovela da SIC Vingança, onde fez o papel do psicopata Luís. No programa Contacto, Nuno Melo revelou um episódio engraçado que decorreu nas gravações da novela: ao gravar a cena em que o seu personagem estava em tribunal a responder sobre todos os crimes que era julgado, e de repente tinha um ataque cardíaco. A cena foi tão bem executada, que todo o elenco presente naquela filmagem, pensou que tinha sido real, tendo sido chamado uma ambulância.
Foi distinguido com o Prémio Prestígio, atribuído pela RTP, durante o Lisbon Village Festival de 2007.
A seguir entrou na novela Resistirei. Participou depois na série histórica Equador, baseada na obra de Miguel Sousa Tavares, onde esteve de julho a outubro de 2008.
Após o fim das gravações entrou na novela Flor do Mar. Entre agosto de 2009 e abril de 2010, participou na sétima temporada de Morangos com Açúcar.
Em 2012 foi distinguido na gala SPAUTORES, como o melhor ator de cinema de 2011, graças à sua interpretação no filme "O Barão".
Ganhou o Globo de Ouro de Melhor ator na XVII Gala Globos de Ouro da SIC.

## Filmografia

### Cinema
- Mensagem (1988)
- A Divina Comédia (1991)
- O Dia do Desespero (1992)
- Pax (1994), como Vasco
- Fado Majeur et Mineur (1995)
- Dans la Cour des Grands (1995)
- O Despertador (1996)
- A Janela Não é a Paisagem (1997)
- Tráfico (1998)
- O Que Foi? (1999)
- 451 Forte (2000), como Armando
- Tarde Demais (2000), como Joaquim
- 88 (2001)
- A Janela (Maryalva Mix) (2001), como Antónyo Xoramyngas
- O Homem-Teatro (2001)
- A Filha (2003) Ricardo
- És a Nossa Fé (2004) (voz)
- O Crime do Padre Amaro (2005), como José Eduardo
- Nadine (2007)
- Lobos (2007), como Joaquim Clemente
- Rio Turvo (2007)
- Tebas (2007), como Salvador
- A Zona (2008)
- Batepá (2010)
- O Barão (2011)
- A Teia de Gelo (2012), como Hugo
- Estrada de Palha (2012)
- Al Fachada (2013), como Tio Al Zimborah
- Trilho (2013)
- 3x3D (2013), como Arnaldo Zeus
- O Tesouro (2013), como Bal
- Virados do Avesso (2014)
- Delírio em Las Vedras (2016), gravado em 2015
- Verão Danado (2017), participação especial gravada em 2015

### Televisão
- Vila Faia (1982) RTP
- Chuva na Areia (1984) Caniço RTP
- Duarte e Companhia (1985) RTP
- Casino Royal (1987) Alverca RTP
- Sétimo Direito (1988) Raio de Trovão RTP
- Alentejo Sem Lei (1990) Joaquim da Silva RTP
- Crime na Pensão Estrelinha (1990) Bruno RTP
- Histórias Fantásticas (1991) RTP
- Cupido Electrónico (1993) Nuno RTP
- Le Cascadeur (1994)
- Camilo & Filho Lda. (1995-1996) Alberto Chumbinho SIC
- Malucos do Riso (1996 e 1997) SIC
- Solteiros (1998) Afonso RTP
- A Vida Como Ela É (1999) RTP
- Ajuste de Contas (2000) Toni RTP1
- Mustang (2000) Aníbal SIC
- Clube dos Campeões (1999-2000) Deolindo Durão Taveira SIC
- O Bairro da Fonte (2002) participação especial SIC
- Super Pai (2002) participação especial 2 personagens, Taxista / Padre TVI
- 88 (2002) Raul Figueiredo
- Rádio Relâmpago (2003) Guilherme
- Senhora do Destino (2004) Constantino TV Globo/SIC
- Inspector Max (2005) participação especial 2 personagens, Daniel Maia / Paulo Carrasco TVI
- Jura (2006) DinisSIC
- Glória (2006) Cláudio
- Vingança (2007) Luís Ramalho SIC
- Resistirei (2007) Alfredo Mascarenhas SIC
- Equador (2008) TVI
- Casos da Vida (2008) - 1 episódio) Eduardo TVI
- Flor do Mar (2008/2009) - Jacinto Nicolau TVI
- Morangos com Açúcar (2009/2010) TVI - Manuel Oliveira
- Anjo Meu (2011/2012) " Libório " TVI
- Doce Tentação (2012-) " Elias Pereira " TVI
- Mundo ao Contrário (2013-) " Gilberto Costa " TVI
- O Beijo do Escorpião (2014) - Inspetor "Mota" TVI

## Teatro
- Plume (Teatro da Cornucópia)
- O Beijo da Mulher Aranha (Teatro Nacional D. Maria II)
- Nunca Nada de Ninguém (Acarte)
- Sabor a Mel (Teatro da Trindade)
- Sonho de Uma Noite de Verão (Teatro Nacional D. Maria II)
- Demónios e E no Intervalo Faz-se Qualquer Coisa (Teatro da Cornucópia)
- A Hora em que Não Sabíamos Nada Uns dos Outros (Teatro de S. João)
- Os Visitantes de Botho Strauss (Teatro Só)
- Frei Luís de Sousa
- A Colecção (2002, Centro Cultural de Belém)
- Há tanto tempo (2002, Centro Cultural de Belém)
- Cada dia a cada um a liberdade e o reino (2003, Sala do Senado da Assembleia da República)
- Cicatrizes (2003, Teatro Taborda)
- Terrorismo (2004, Teatro Taborda)
- O nosso hóspede (2004, Teatro Taborda)